# Żory (gmina 1977–1982)
Żory (1973–77 i od 1982 Suszec) – dawna gmina wiejska istniejąca w latach 1977–1982 w woj. katowickim (obecnie woj. śląskie). Siedzibą władz gminy były Żory, które stanowiły odrębną gminę miejską.
Gmina została utworzona 1 lutego 1977 w woj. katowickim, w związku z przemianowaniem gminy Suszec na Żory, ustalając siedzibę gminnych organów władzy i administracji państwowej w Żorach. Równocześnie powołano wspólną Radę Narodową dla Miasta i Gminy Żory w Żorach. Gmina objęła sołectwa Kobielice, Kryry, Mizerów, Radostowice, Rudziczka i Suszec
1 stycznia 1982 wspólną Radę Narodową dla Miasta i Gminy Żory zniesiono, tworząc dwie oddzielne: Miejską Radę Narodową w Żorach dla miasta Żory i Gminną Radę Narodową w Suszcu dla gminy Żory.
1 października 1982 siedziba gminy została oficjalnie przeniesiona z powrotem do Suszca z jednoczesną zmianą nazwy gminy na gmina Suszec (zmiana ta planowana była na 1 stycznia 1982, ale przez ogłoszenie stanu wojennego wprowadzono ją 10 miesięcy później).
Obecnie istnieje tylko miejska gmina Żory.
Nie należy mylić gminy Żory (1977–1982) z gminą Żory, istniejącą w latach 1945–1954, ponieważ była to gmina o zupełnie innym zasięgu terytorialnym. W latach 1973–1975 funkcjonowała ona pod nazwą gmina Baranowice, równocześnie z gminą Suszec, z której powstała gmina Żory (1977–1982).